# Porto-Marathon
Der Porto-Marathon (portugiesisch Maratona do Porto) ist ein Marathon, der seit 2004, jeweils im Oktober oder November, in Porto (Portugal) stattfindet. Er wird von der Agentur Runporto.com und dem Clube de Veteranos do Porto organisiert. Zur Veranstaltung gehören auch ein Family Race über 15 km und ein Fun Race über 6 km.

## Strecke
Der Start ist am westlichen Ende des Stadtparks Parque da Cidade. Am Castelo do Queijo biegt man in die Avenida da Boavista ein. Dieser folgt man, nach einem nördlichen Schlenker am Bessa-Stadion vorbei, nach Westen bis nach Matosinhos. Dort biegt man nach Süden ab und folgt der Küste des Atlantischen Ozeans bis zur Mündung des Douro. An dessen rechtem Ufer läuft man bis zum Altstadtzentrum Ribeira. Dort überquert man über die Ponte Dom Luís I den Douro nach Vila Nova de Gaia und absolviert eine Wendepunktstrecke flussabwärts bis zum Stadtteil Vila Nova. Über die Dom-Luís-Brücke nach Porto zurückgekehrt, begibt man sich auf eine weitere Pendelstrecke, die flussaufwärts unter der Ponte Maria Pia hindurch bis zum Wendepunkt an der Autoestrada A20 führt, den man nach 30 km erreicht. Der letzte Teil der Strecke führt dann flussabwärts bis zur Mündung in den Atlantik, dann nordwärts am Castelo do Queijo vorbei zum Ziel am Stadtpark.

## Statistik

### Streckenrekorde
- Männer: 2:08:47 h, James Mwangui (KEN), 2022
- Frauen: 2:26:58 h, Monica Jepkoech (KEN), 2017

### Siegerliste
| Datum         | Männer                       | Nation    | Zeit    | Frauen                    | Nation    | Zeit    |
| ------------- | ---------------------------- | --------- | ------- | ------------------------- | --------- | ------- |
| 5. Nov. 2023  | Emanuel Kemboi               | Kenia     | 2:14:14 | Tejitu Siyum Aleyamehu    | Äthiopien | 2:32:06 |
| 6. Nov. 2022  | James Mwangui                | Kenia     | 2:08:47 | Alice Jepkemboi Kimutai   | Kenia     | 2:29:58 |
| 7. Nov. 2021  | Zablon Chumba                | Kenia     | 2:08:58 | Kidsan Alema              | Äthiopien | 2:28:01 |
| 3. Nov. 2019  | Deso Gelmisa                 | Äthiopien | 2:09.08 | Bontu Bekele Gada         | Äthiopien | 2:33.38 |
| 4. Nov. 2018  | Robert Chemonges             | Uganda    | 2:09:05 | Abeba-Tekulu Gebremeskel  | Äthiopien | 2:30:13 |
| 5. Nov. 2017  | Jackson Limo                 | Kenia     | 2:11:34 | Monica Jepkoech           | Kenia     | 2:26:58 |
| 6. Nov. 2015  | Samuel Mwaniki               | Kenia     | 2:11:48 | Loice Kiptoo              | Kenia     | 2:29:13 |
| 8. Nov. 2015  | Gilbert Yegon Koech          | Kenia     | 2:14:04 | Brigid Jepcheschir Kosgei | Kenia     | 2:47:59 |
| 2. Nov. 2014  | Workneh Fikre Serbessa       | Eritrea   | 2:13:10 | Marta Tigabea Mekonen     | Äthiopien | 2:31:54 |
| 3. Nov. 2013  | Joash Kipkoech Mutai         | Kenia     | 2:13:04 | Chaltu Waka               | Äthiopien | 2:37:47 |
| 28. Okt. 2012 | Anthony Wairuri              | Kenia     | 2:12:14 | Abeba Gebremeskele        | Äthiopien | 2:39:51 |
| 6. Nov. 2011  | Philemno Baaru               | Kenia     | 2:09:51 | Pauline Chepchumba        | Kenia     | 2:41:24 |
| 7. Nov. 2010  | Alex Kirui                   | Kenia     | 2:14:25 | Beatrice Toroitich        | Kenia     | 2:37:49 |
| 8. Nov. 2009  | Johnstone Kipkorir Changwony | Kenia     | 2:13:12 | Priscah Jeptoo            | Kenia     | 2:30:40 |
| 26. Okt. 2008 | Samuel Muturi Mugo           | Kenia     | 2:11:08 | Tirfi Tsegaye             | Äthiopien | 2:35:31 |
| 21. Okt. 2007 | Edwin Kimutai Kipchom        | Kenia     | 2:15:12 | Marisa Barros             | Portugal  | 2:31:31 |
| 15. Okt. 2006 | Lawrence Kiptoo Saina        | Kenia     | 2:09:52 | Aureliana Edmundo         | Portugal  | 2:57:35 |
| 2. Okt. 2005  | Reuben Chepkwik Mutumwo      | Kenia     | 2:22:27 | Fátima Silva              | Portugal  | 2:45:09 |
| 17. Okt. 2004 | Steven Kiprotich             | Kenia     | 2:13:57 | Natália Pinho             | Portugal  | 2:58:09 |

### Entwicklung der Finisherzahlen

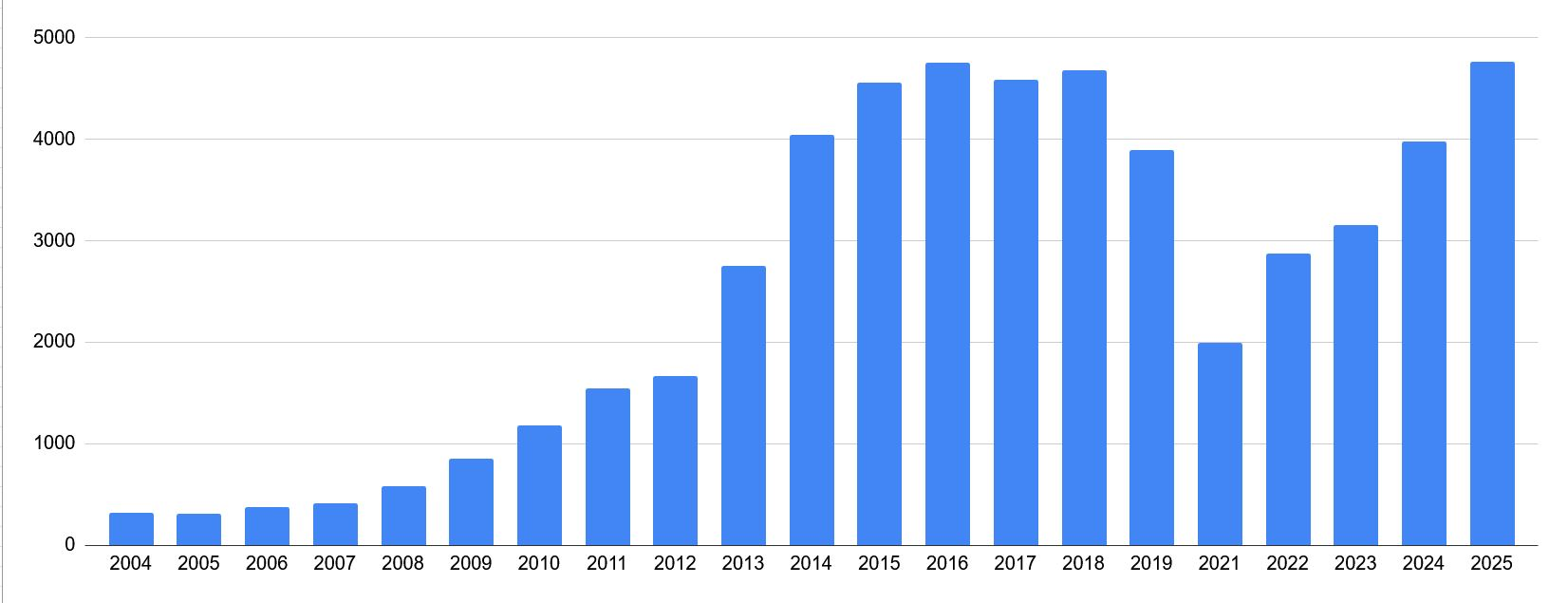
Anzahl der Wettbewerber Abschluss des Kurses von 2004 bis 2024.

| Jahr | Marathon | davon Frauen | Nebenbewerb | davon Frauen |
| ---- | -------- | ------------ | ----------- | ------------ |
| 2012 | 1671     | 136          | 2356        | 326          |
| 2011 | 1517     | 119          | 2061        | 408          |
| 2010 | 1180     | 093          | 1334        | 217          |
| 2009 | 0859     | 073          | 1044        | 162          |
| 2008 | 0582     | 044          | 0916        | 106          |
| 2007 | 0412     | 019          | 0739        | 044          |
| 2006 | 0373     | 025          | ---         | ---          |
| 2005 | 0310     | ???          | ???         | ???          |
| 2004 | 0317     | 08           | ---         | ---          |